# Microrégion de Castanhal

Localisation de la microrégion de Castanhal.

La microrégion de Castanhal est l'une des deux microrégions qui subdivisent la mésorégion métropolitaine de Belém (État du Pará, Brésil).
Elle comporte 5 municipalités qui en 2006 rassemblaient 265 414 habitants sur une superficie totale de 3 761 km2.

## Municipalités[1]
- Bujaru
- Castanhal
- Inhangapi
- Santa Isabel do Pará
- Santo Antônio do Tauá